# Orientalische Frage
Orientalische Frage ist ein Begriff der europäischen Diplomatiegeschichte, der die aus dem Zerfall des Osmanischen Reiches entstandenen Problemstellungen bezeichnete. Diese beruhten auf dessen militärischem Niedergang, den Rivalitäten unter den europäischen Staaten, die daraus ihren Nutzen zu ziehen versuchten, und den aufkommenden Nationalbewegungen.

## Verlauf
Im 19. Jahrhundert wurde das vormals mächtige Osmanische Reich, das von den Medien der Zeit als kranker Mann am Bosporus persifliert wurde, durch Aufstände innerhalb seiner europäischen Territorien (Rumelien) geschwächt und immer mehr zum Spielball der europäischen Mächte. 1804 erhoben sich die Serben und erhielten bis 1830 eine weitgehende Autonomie. Auch die Phanariotenherrschaft in den Donaufürstentümern fand 1826 ihr Ende. In den 1820er Jahren gewann die von einigen Europäern unterstützte Unabhängigkeitsbewegung in Griechenland an Dynamik. Von 1831 bis 1841 beherrschte der ägyptische Vizekönig Muhammad Ali Pascha neben Ägypten, dem Sudan, Arabien auch die Levante und Syrien.
Die orientalische Frage wurde ein Dauerthema der Diplomatie. Russland sah darin eine Chance, seinen Machteinfluss in Europa stärker geltend zu machen und insbesondere einen freien Zugang zum Mittelmeer über das Schwarze Meer und die Dardanellen und auf den Balkan zu bekommen. Auf dem Balkan brachte es sich als Schutzmacht der dortigen orthodoxen Christen ins Spiel. Bereits früher hatte der russische Zar vergeblich versucht, die Regierungen Österreichs und Großbritanniens für eine Aufteilung des Osmanischen Reiches zu gewinnen. Österreich, Großbritannien und Frankreich sahen die Gefahr der russischen Expansion und tendierten daher eher dazu, ein schwaches Osmanisches Reich aufrechtzuerhalten. Sie wollten nicht, dass die Schlüsselpositionen in russische Hände fielen, und unterstützten die Osmanen, um den Status quo zu erhalten und damit ihre eigene Machthoheit in Südosteuropa an den osmanischen Grenzen zu sichern. In der orientalischen Frage über Sein oder Nichtsein des Reiches waren sie der Meinung, dass das Osmanische Reich, das in jener Zeit noch immer eine gewaltige Ausdehnung besaß, erhalten werden musste. Sein Zusammenbrechen hätte ein Machtvakuum verursacht. Für Großbritannien, den zu der Zeit wichtigsten Handelspartner des Osmanischen Reiches, ging es außerdem darum, den Seeweg nach Indien zu kontrollieren und eine Vormacht Russlands in Asien zu unterbinden, denn Großbritannien und Russland befanden sich im Konflikt um die Vorherrschaft über das rohstoffreiche Zentralasien, dem so genannten Great Game.
Das führte dazu, dass die Bündnisse sich je nach Situation neu zusammenfanden. Als 1839 der ägyptische Vizekönig einen weiteren Krieg mit dem Osmanischen Reich für sich entscheiden konnte, führte dies zur Orientkrise von 1839 bis 1841. Die Großmächte Großbritannien, Russland, Preußen und Österreich schlossen am 15. Juli 1840 in London den Viermächtevertrag zur Befriedung der Levante und nötigten Frankreich, die Unterstützung Ägyptens aufzugeben. Gleichzeitig erhielt das Osmanische Reich britische und österreichische Militärhilfe gegen Ägypten. So war Muhammad Ali Pascha 1841 gezwungen, Syrien und Palästina wieder zu räumen und seine Herrschaft auf Ägypten, das unter osmanischer Oberhoheit blieb, zu beschränken. Ihm wurde aber das Recht zugestanden, die Herrschaft an seine Nachkommen weiterzugeben. Im Krimkrieg (1853–1856), der durch die russische Besetzung der Fürstentümer Walachei und Moldau ausgelöst wurde, kämpften Großbritannien, Frankreich und das Königreich Sardinien auf Seiten der Osmanen. Im Frieden von Paris ging ein Teil des 1812 von Russland gewonnenen südlichen Bessarabiens im Bereich der Donaumündung (etwa ein Viertel der Gesamtfläche) mit den Kreisen Cahul, Bolgrod und Ismail wieder zurück ans Fürstentum Moldau, das ein autonomer Staat unter Oberhoheit der Hohen Pforte war, und das Schwarze Meer wurde entmilitarisiert.
Dass Russland nach dem Russisch-Türkischen Krieg von 1877 das Osmanische Reich zur Abtretung fast aller seiner europäischen Besitzungen gezwungen hatte, führte zur Balkankrise. Weder Großbritannien noch Österreich-Ungarn waren bereit, diese Verletzung ihrer Interessen hinzunehmen. Es bestand die Gefahr, dass bei einer militärischen Auseinandersetzung auf dem Balkan sowohl Wien als auch Petersburg vom Deutschen Reich Hilfe erwartet hätten. Auf dem Berliner Kongress 1878 wurde die territoriale Neuordnung des Balkans auf dem Verhandlungsweg revidiert. Teilnehmer waren Deutschland, Russland, das Osmanische Reich, Großbritannien, Frankreich, Italien und Österreich-Ungarn.